# Facies delle palafitte e degli abitati arginati
La facies delle palafitte e degli abitati arginati è l'aspetto culturale della media e recente età del bronzo sviluppatosi fra Lombardia orientale, Trentino e Veneto occidentale, a nord delle Terramare.

## Descrizione
La continuità con la precedente cultura di Polada dell'antica età del bronzo sembra essere ininterrotta. Gli abitati, come nella fase precedente, sono su palafitta e si concentrano nella zona del Lago di Garda. Nelle pianure appaiono invece villaggi con argini e fossati.

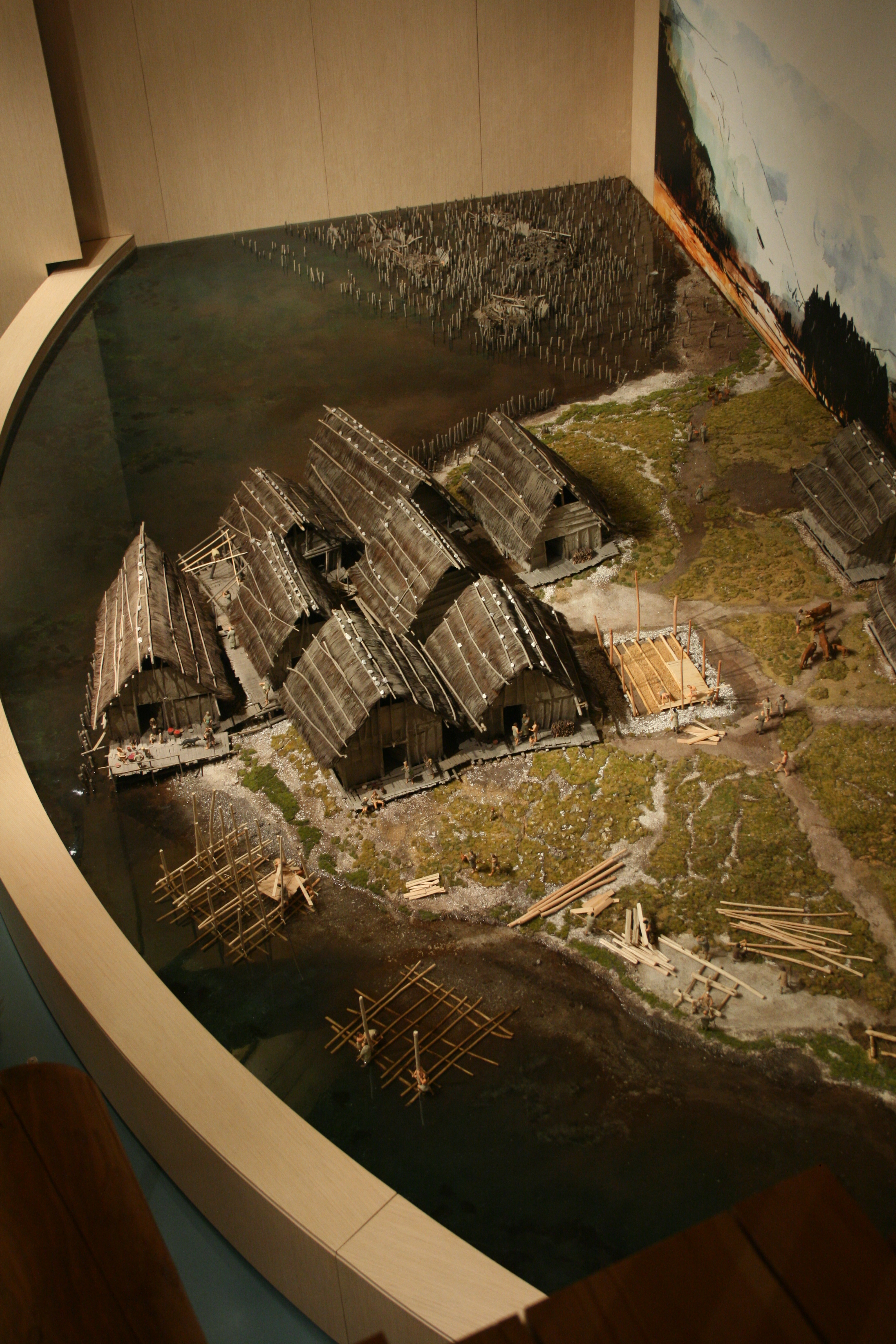
Fiavé 6

Ben sviluppata fra queste popolazioni era la metallurgia del bronzo (armi, strumenti da lavoro ecc.). Per quanto riguarda le usanze funebri è documentata sia l'incinerazione che l'inumazione. Talvolta in una stessa necropoli compaiono entrambe le modalità come a Olmo di Nogara.
Evidenze archeologiche suggeriscono che la società era probabilmente dominata da élite guerriere.

## Archeogenetica
Uno studio del 2020 di Kendra Sirak et al. ha analizzato il DNA antico di due individui provenienti dalla necropoli dell'Olmo di Nogara, un maschio e una femmina, appartenenti a questa cultura e datati al 1400-1200 a.C. Il maschio era portatore  dell'aplogruppo mtDNA HV0a mentre la femmina dell'aplogruppo mtDNA H3c.

## Galleria d'immagini

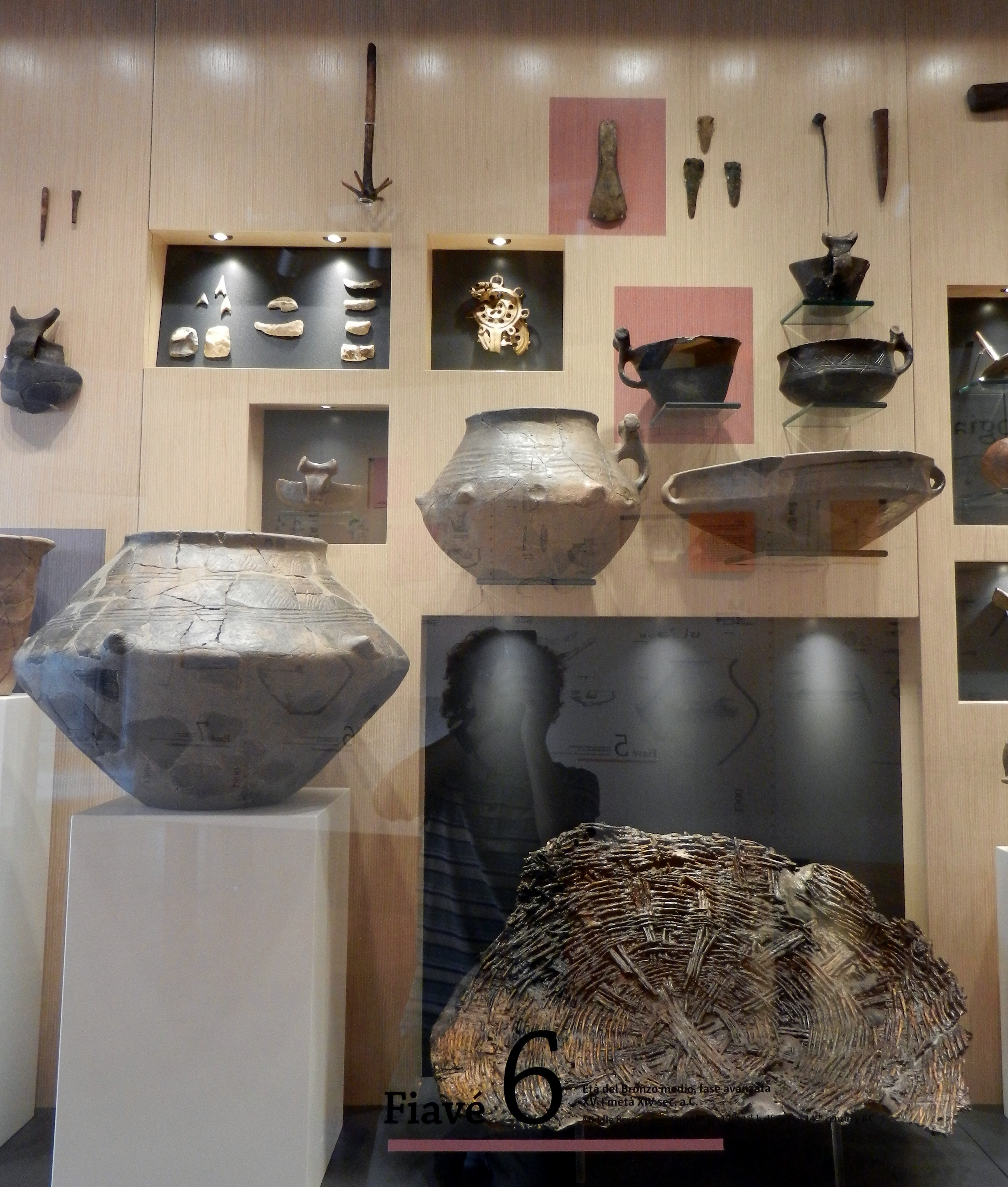
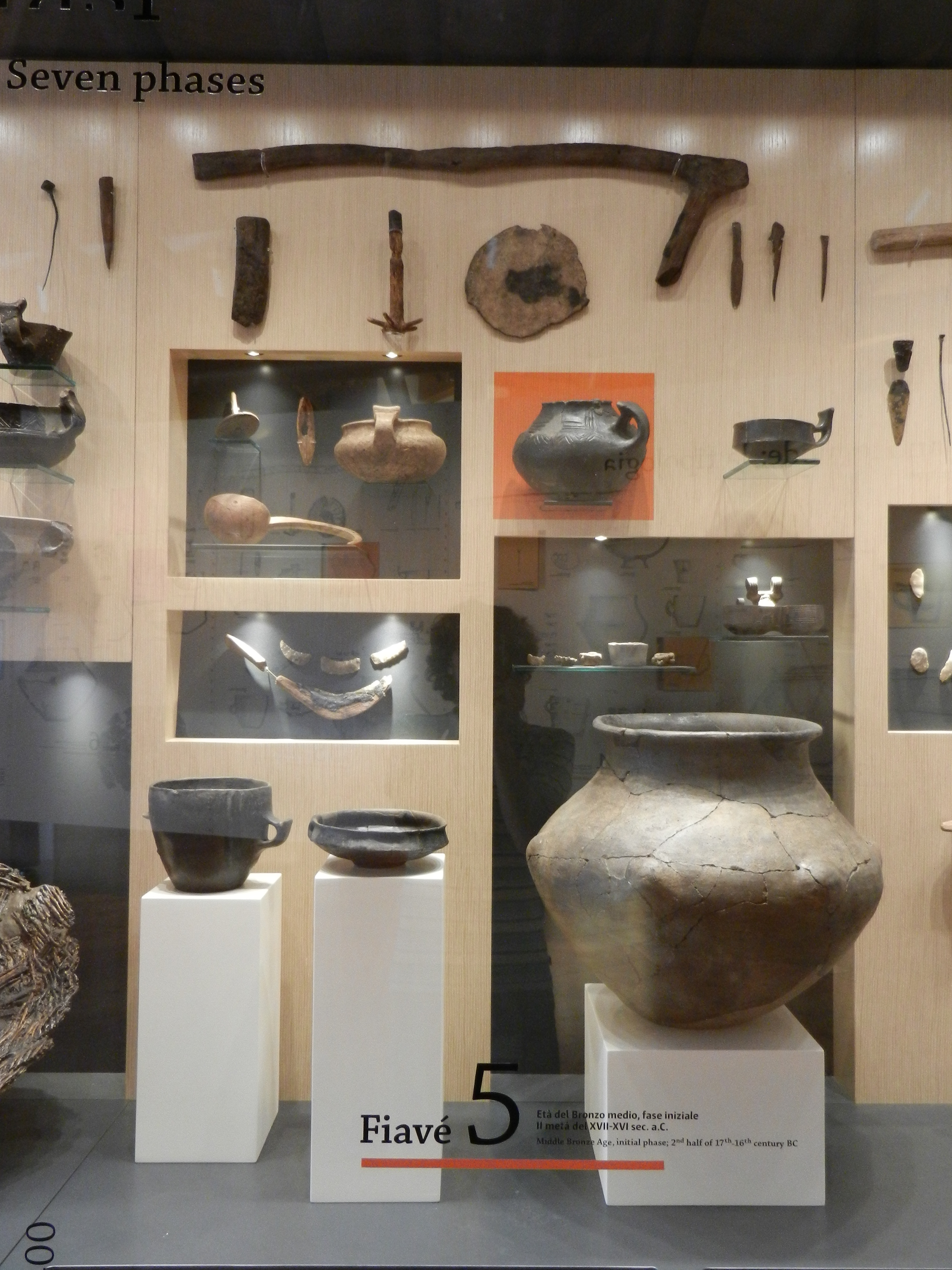
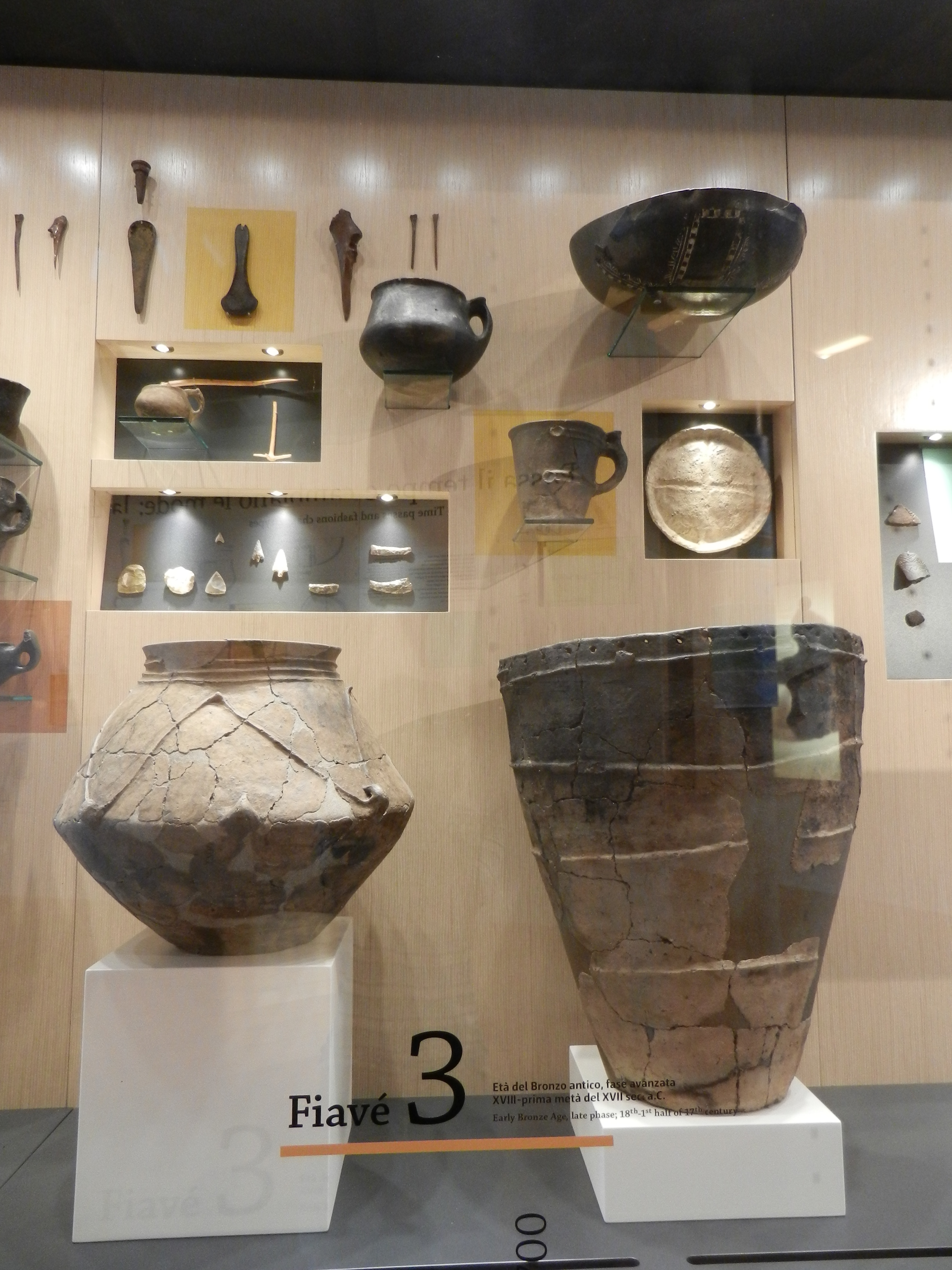
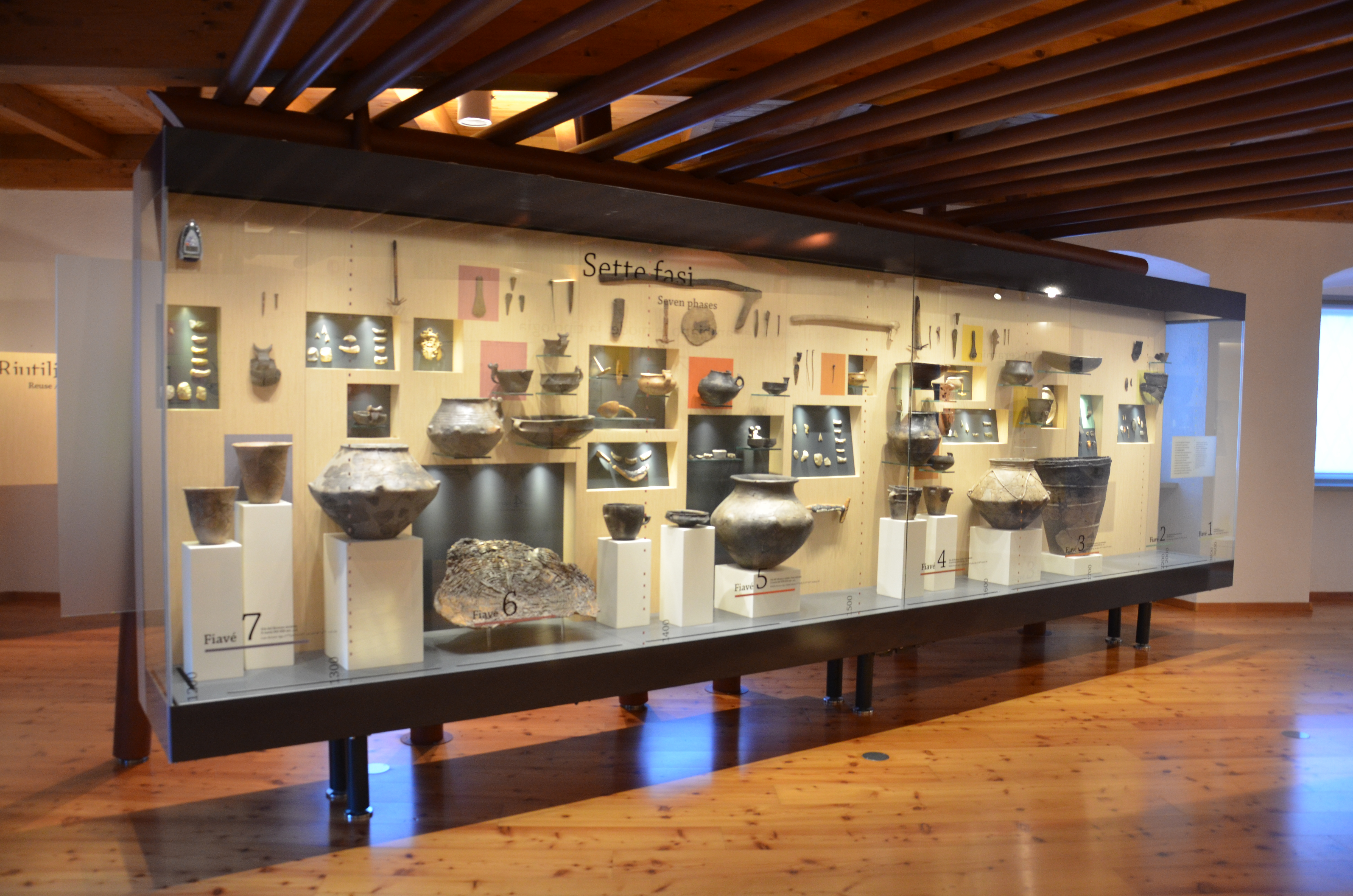
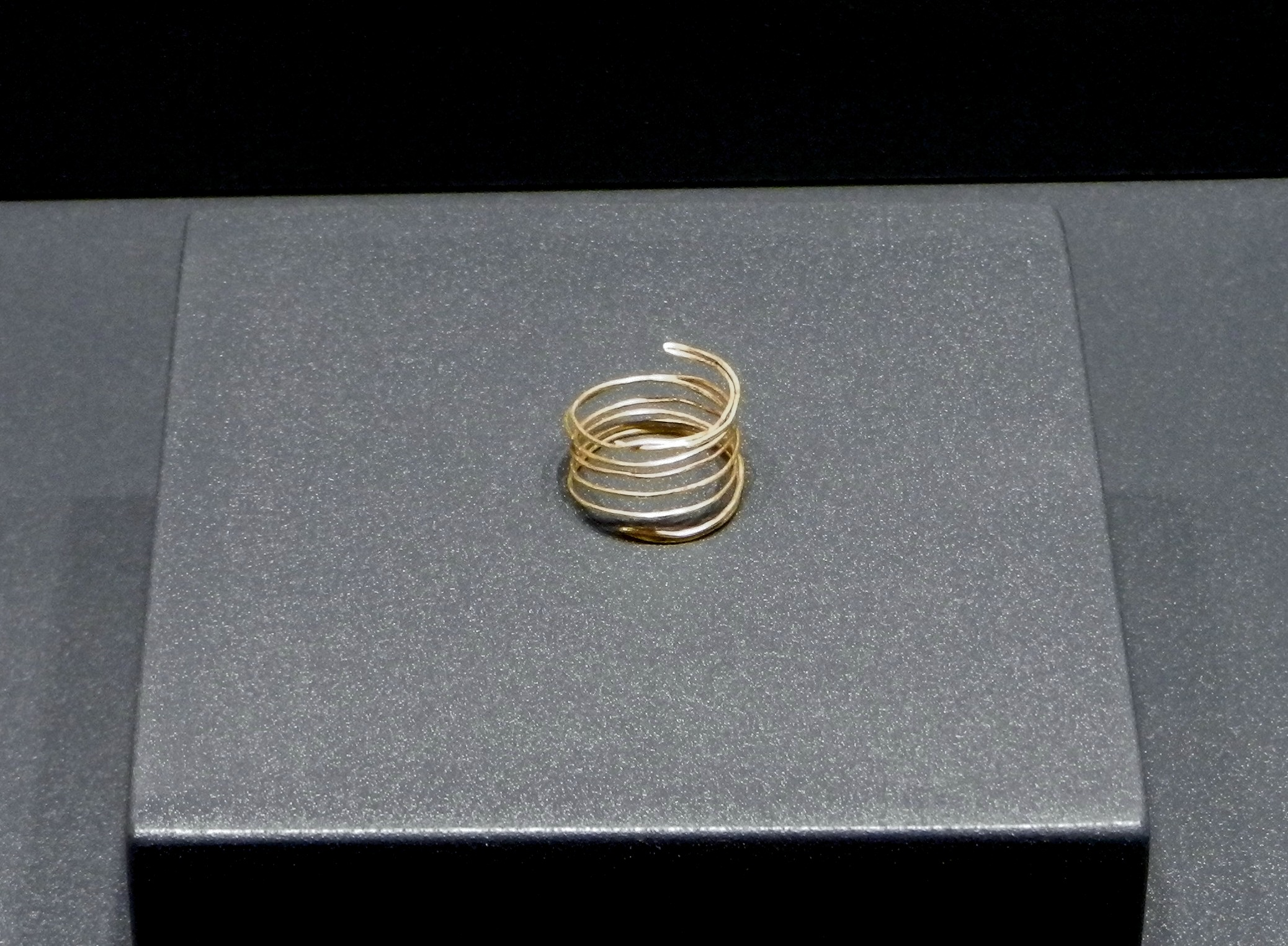
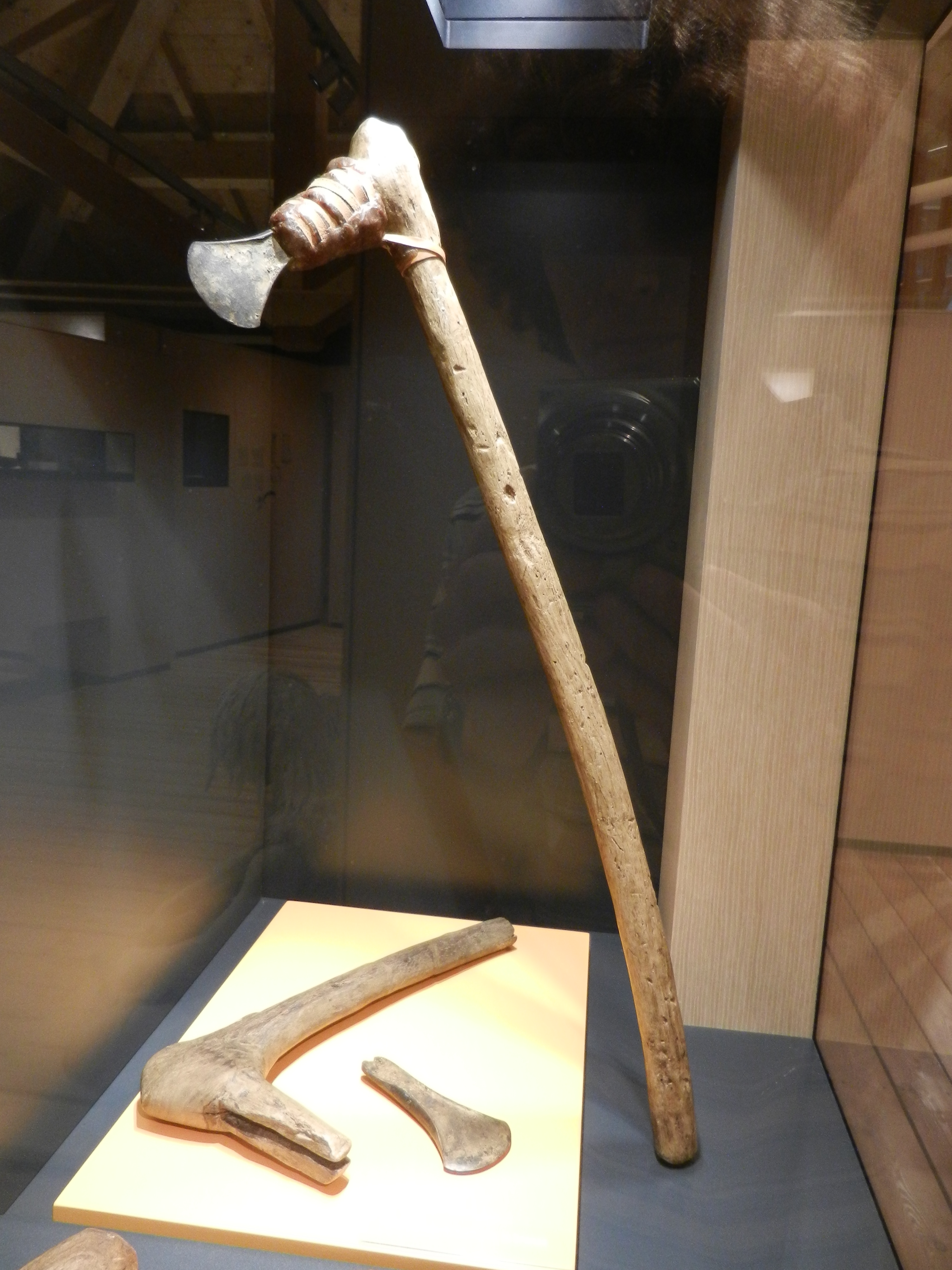
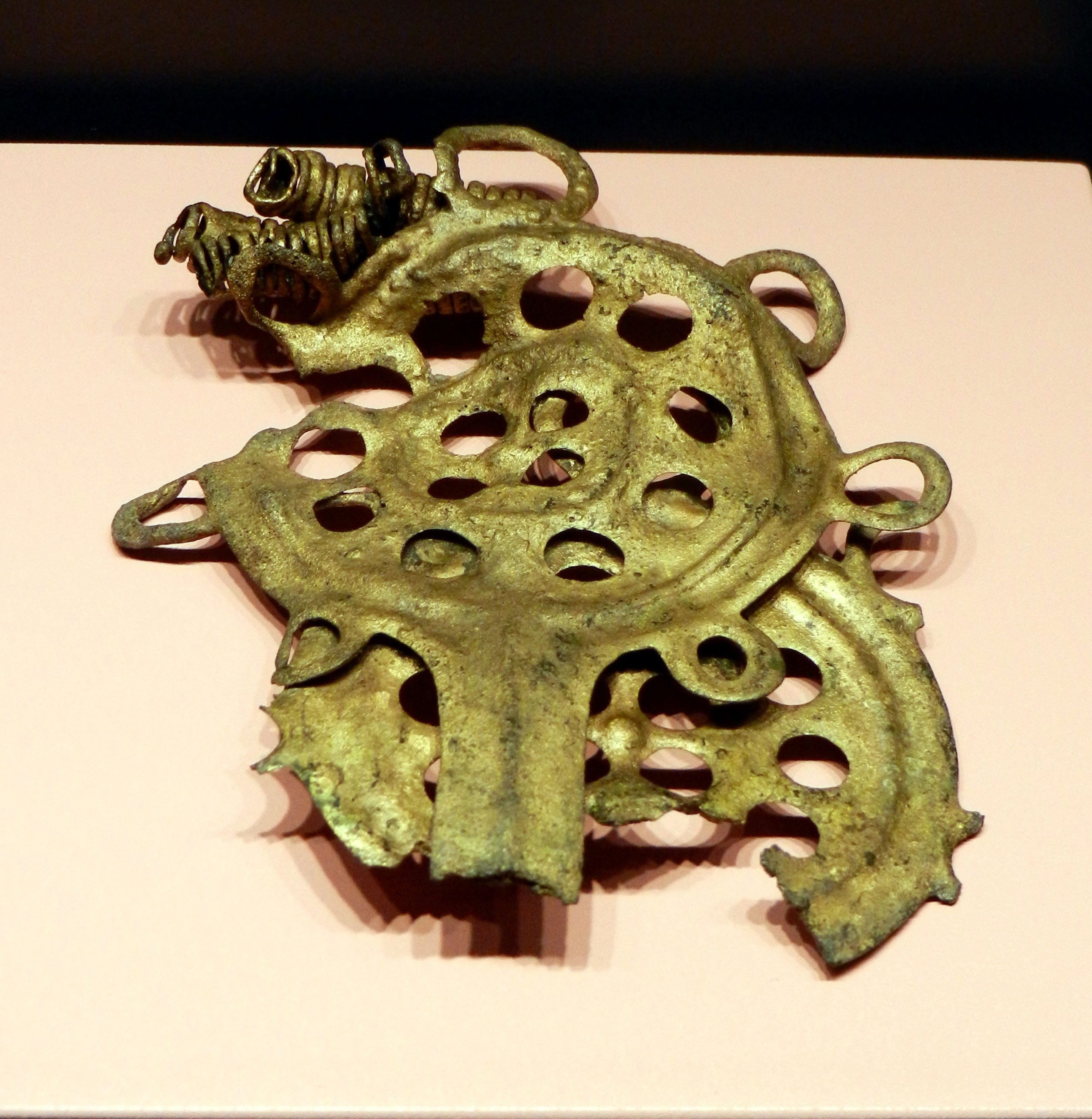
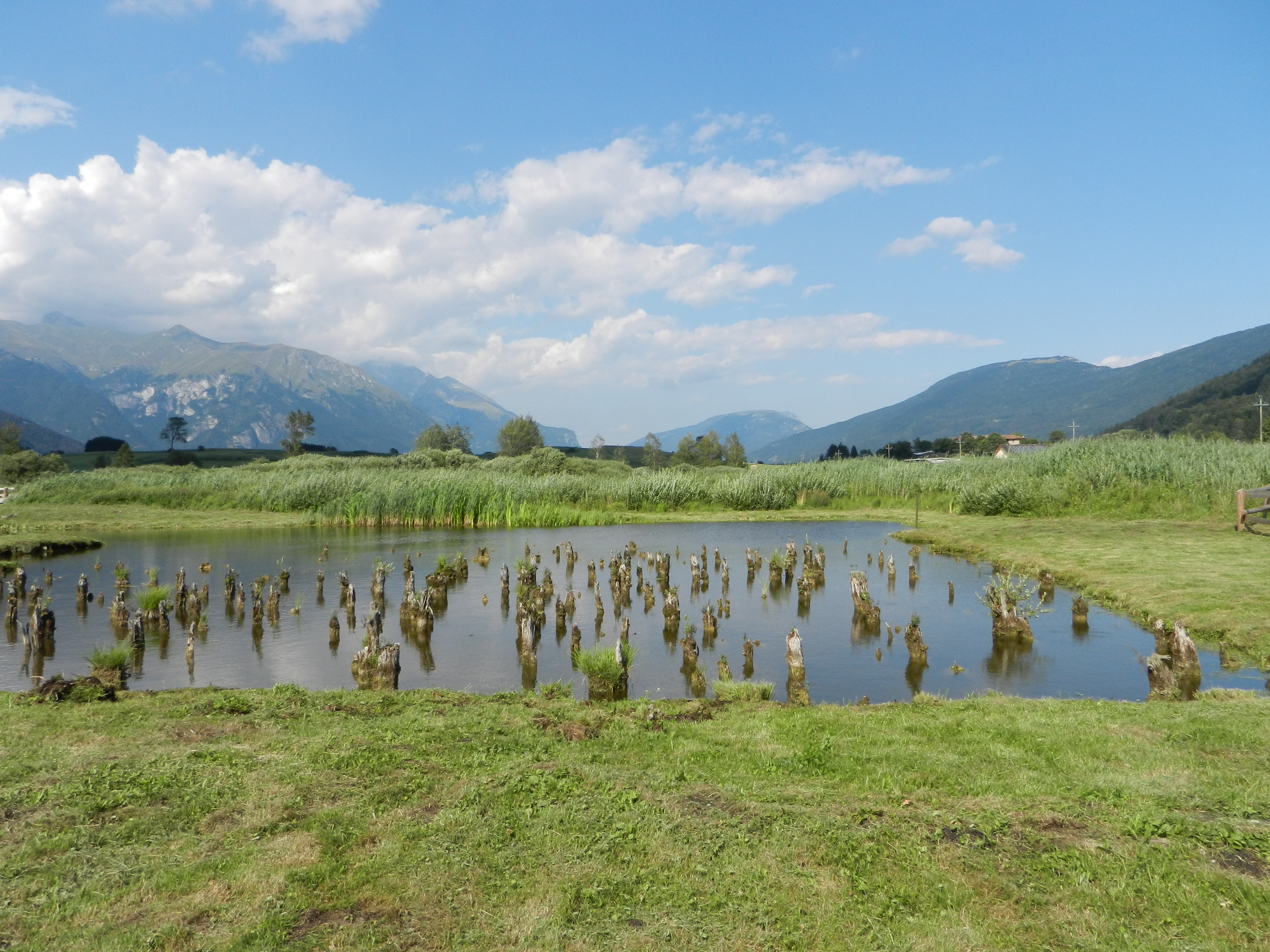
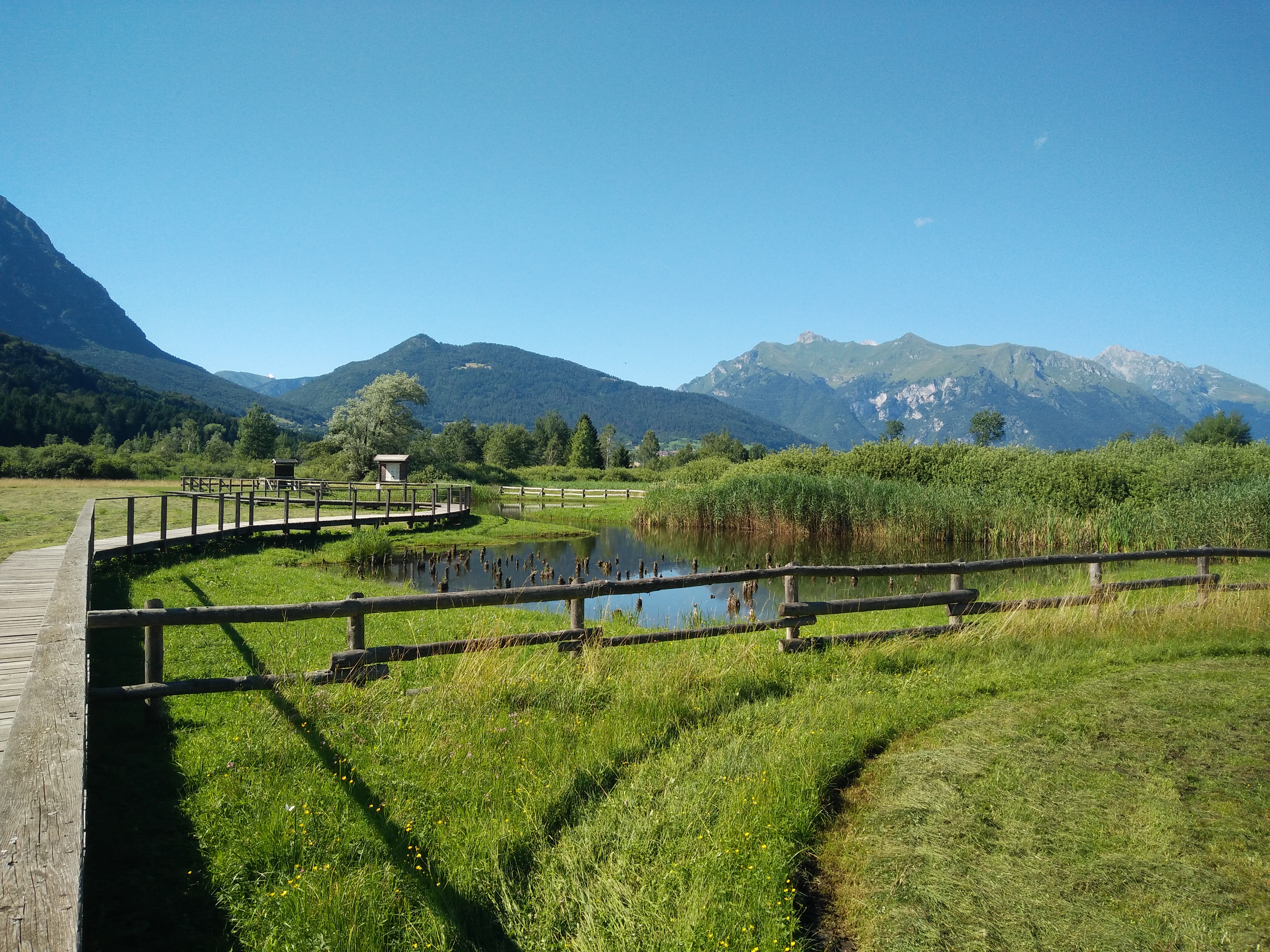
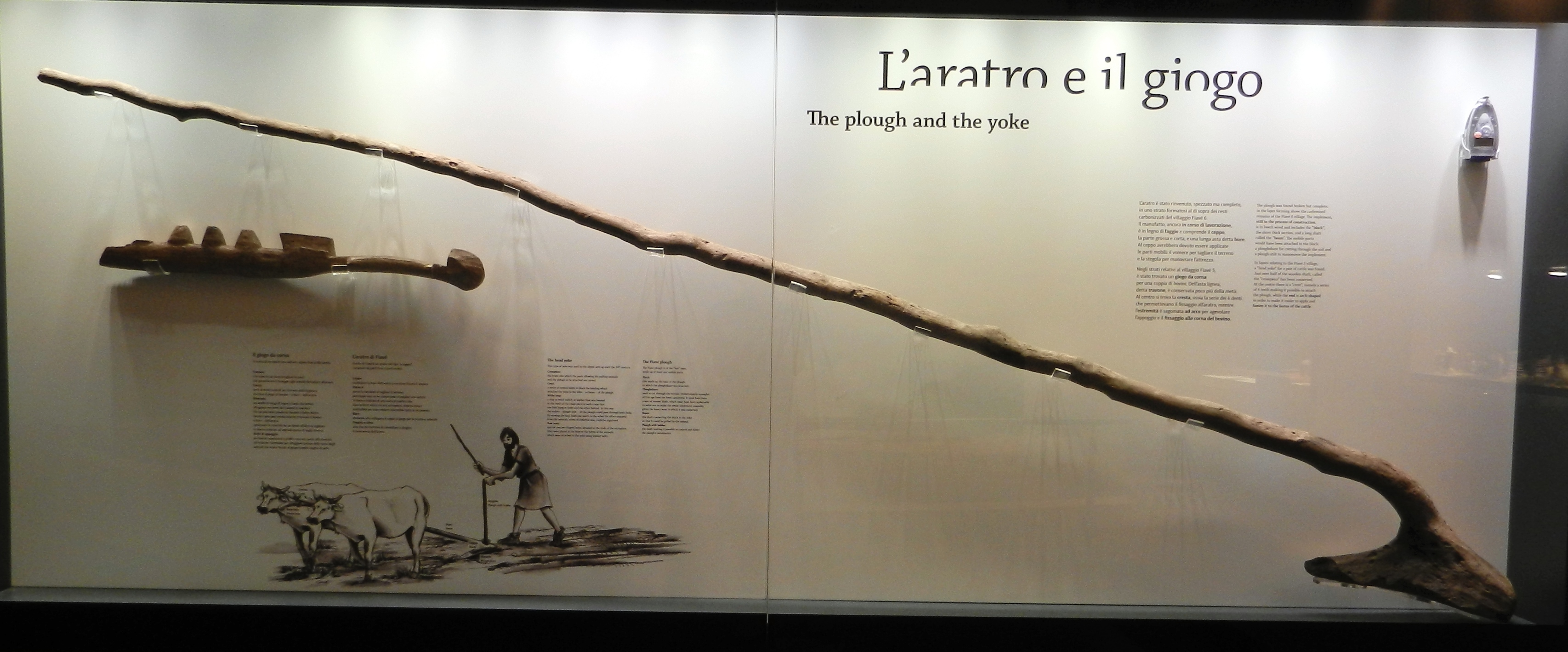
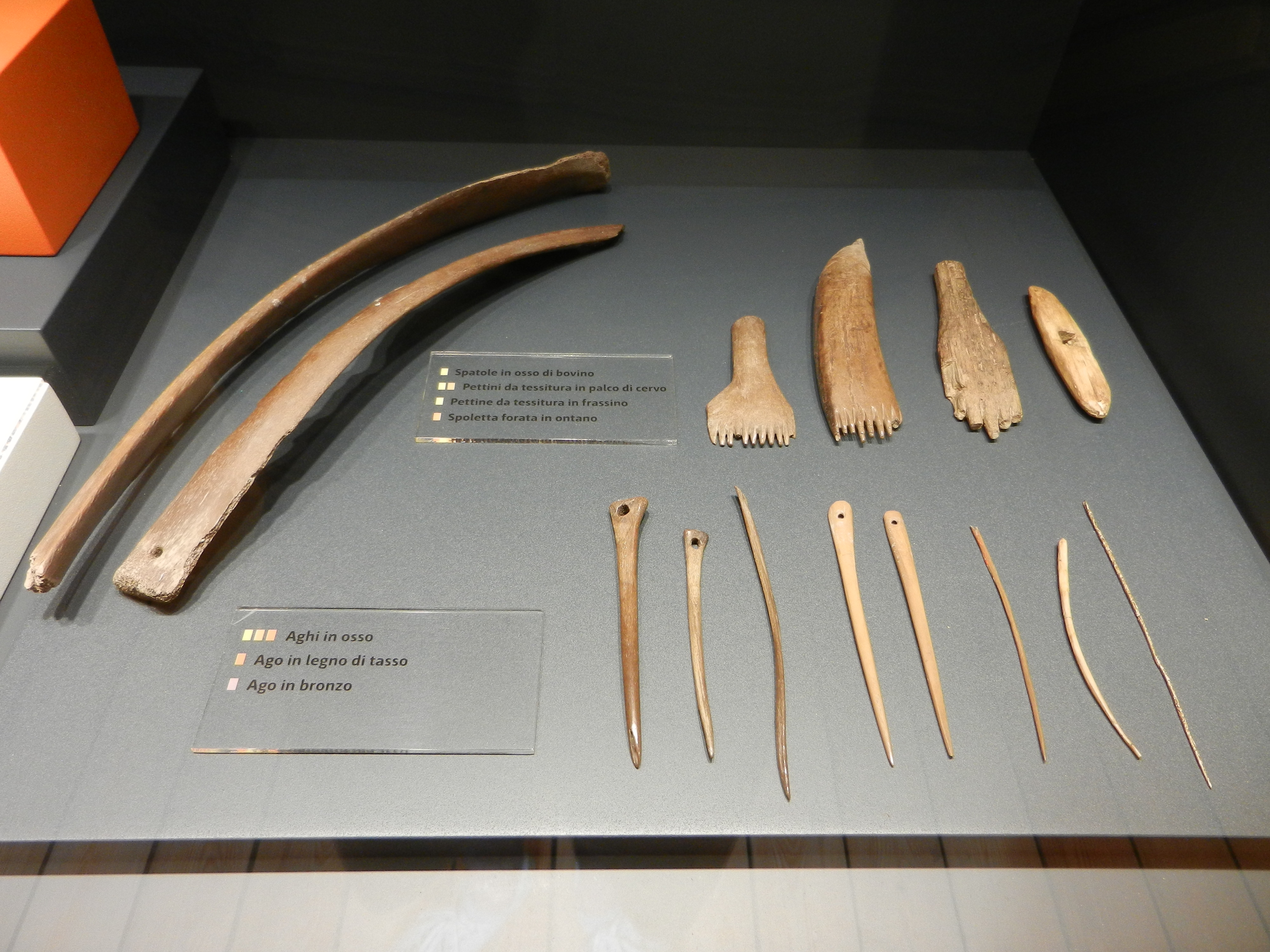
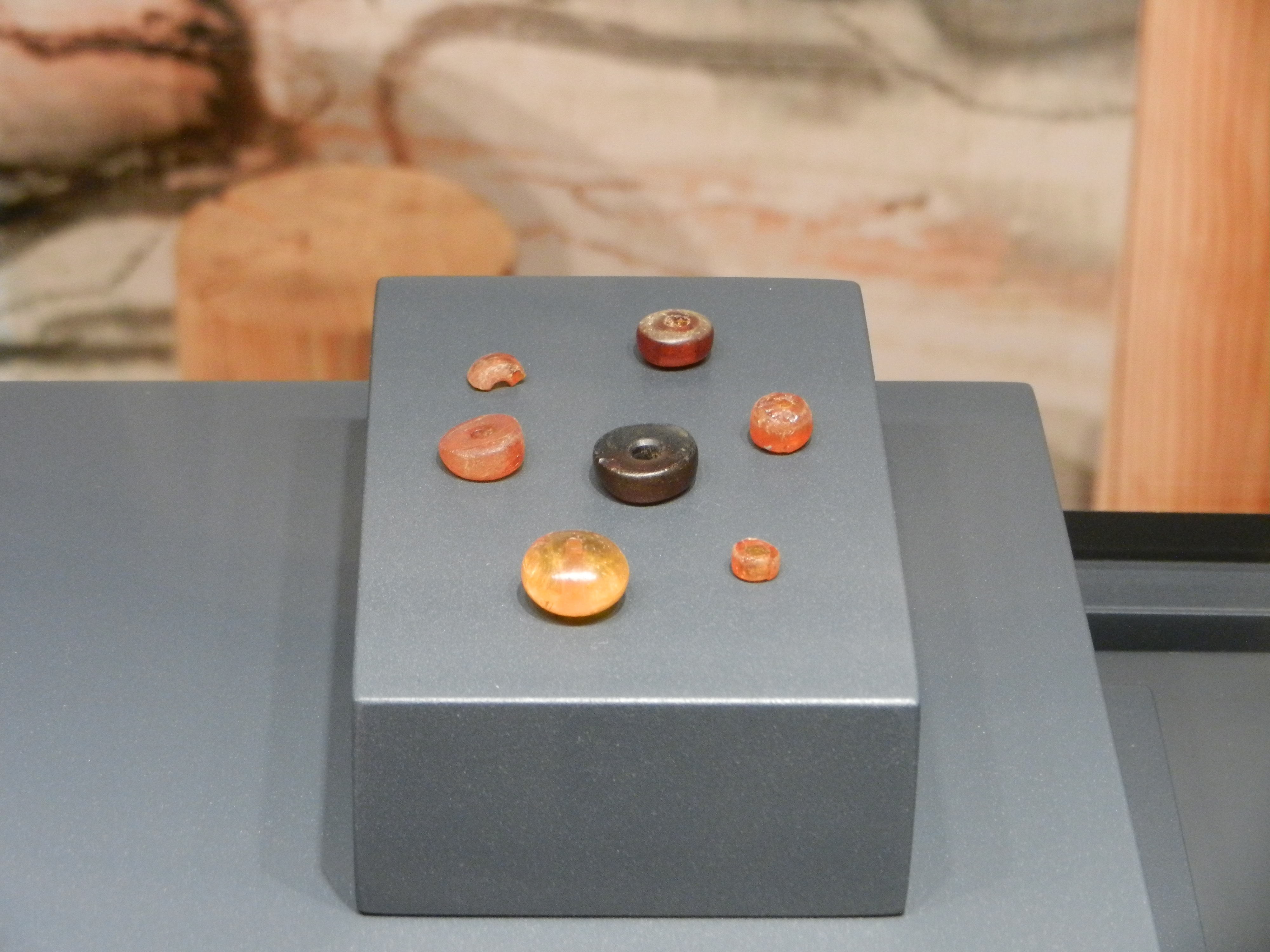
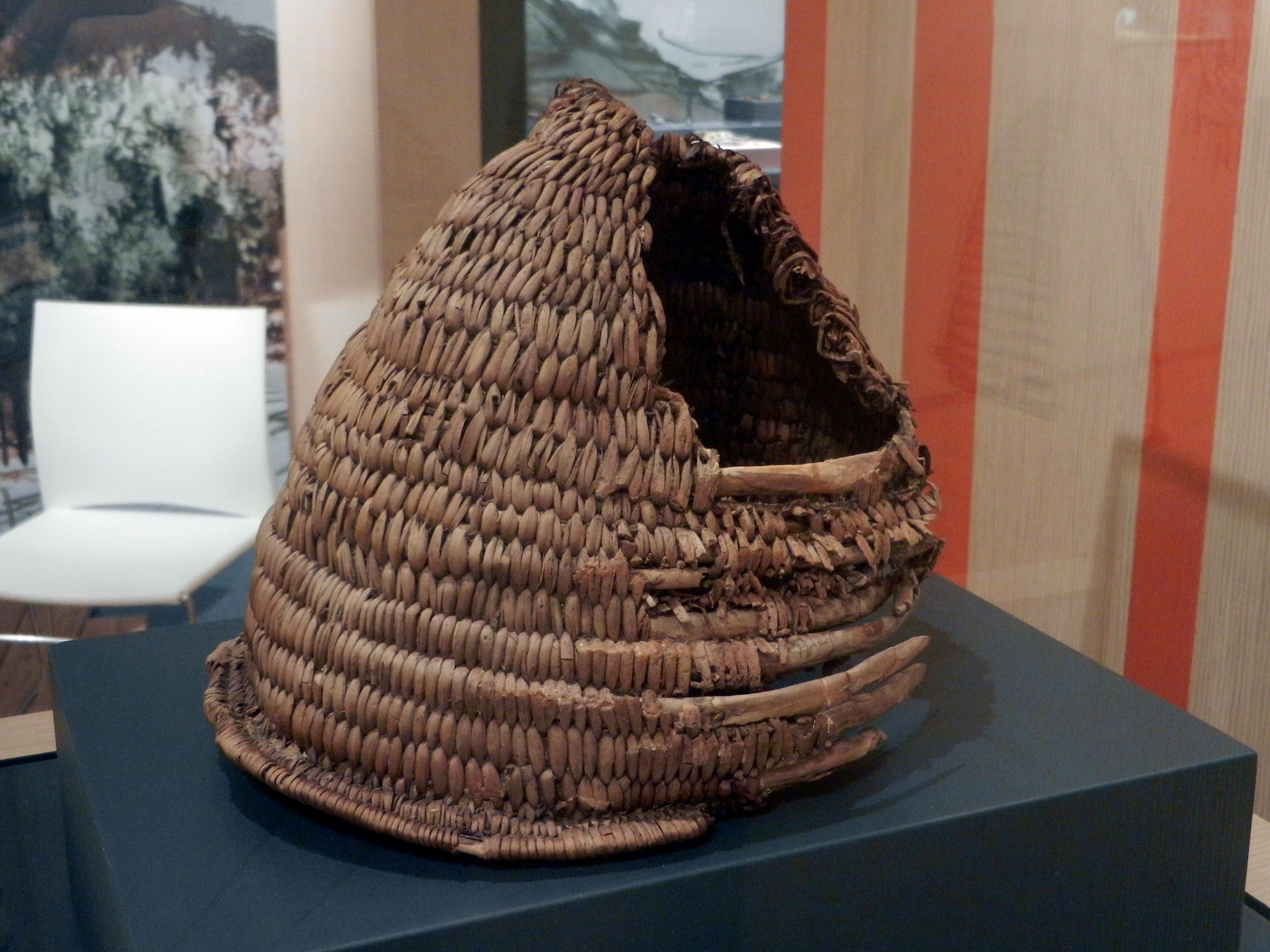
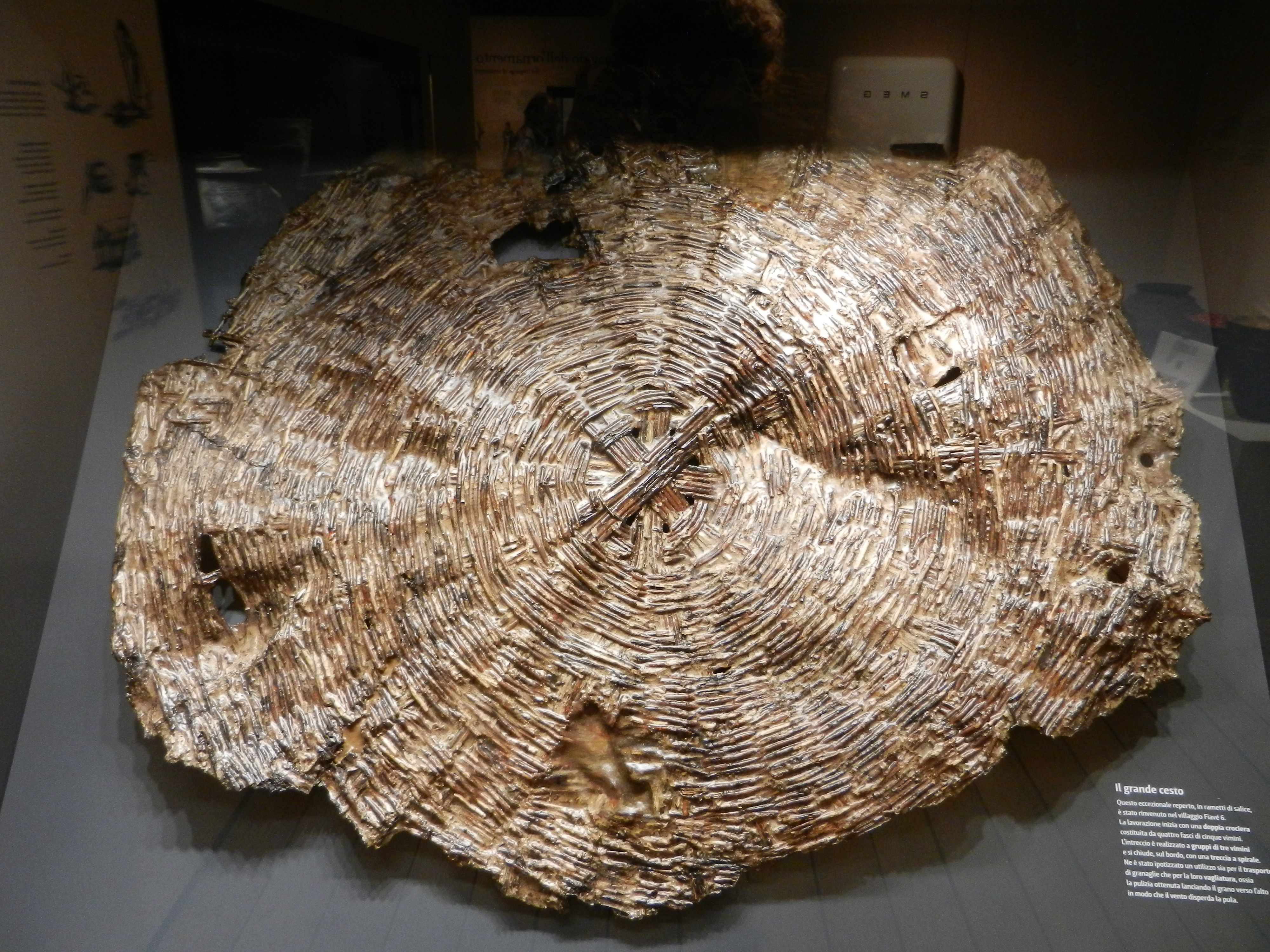